# Valerie Aflalo
Anne Valerie Aflalo, född 17 oktober 1976 i Malmö, är en svensk kläddesigner, modell och programledare.
Aflalo blev känd för allmänheten i samband med att hon vann Fröken Sverige 2000 och fick representera Sverige i Miss Universum. Några år senare dök hon upp på nytt, nu i radio på reklamstationen NRJ där hon sände morgonprogrammet NRJ In The Morning tillsammans med Jocke Ljungberg. Aflalo har även varit modell i postorderkataloger och sedan 2005 är hon egenföretagare med ett klädmärke i sitt namn. 2013 tilldelades hon Guldknappen i kategorin "läsarnas pris" för sitt arbete med egna klädmärket Valerie.
Aflalo är dotter till fransmannen Pierre Maurice Aflalo och Ann-Christine Aflalo. Hon gick ut Borgarskolan i Malmö 1995.